# Tmeticides araneiformis
Tmeticides araneiformis är en spindelart som beskrevs av Embrik Strand 1907. Tmeticides araneiformis ingår i släktet Tmeticides och familjen täckvävarspindlar.
Artens utbredningsområde är Madagaskar. Inga underarter finns listade i Catalogue of Life.